# Диаманте
Диама̀нте (на италиански: Diamante, на местен диалект Diamàndë, Диамандъ) е пристанищно градче и община в Южна Италия, провинция Козенца, регион Калабрия. Разположено е на брега на Тиренско море. Населението на общината е 5096 души (към 2013 г.).